# Ajagöz
Ajagöz (kazakiska: Аягөз) eller Ajaguz (ryska: Аягуз), är en stad i oblastet Östkazakstan i nordöstra Kazakstan med 37 357 invånare (2009). Staden är belägen mellan Tjingis-Tau och Tarbagatajbergen på Ajaguzfloden. Staden grundades 1831 och var den första starka ryska bosättningen i Sjuflodslandet. År 1860 döptes den om till Sergiopol (ryska: Сергиополь); den fick stadsrättigheter 1939 och återfick då det äldre namnet.